# Dodona longicaudata
Dodona longicaudata är en fjärilsart som beskrevs av De Nicéville 1881. Dodona longicaudata ingår i släktet Dodona och familjen Riodinidae. Inga underarter finns listade i Catalogue of Life.